# John Batchelor
John Batchelor (ur. 20 marca 1854, zm. 2 kwietnia 1944) – brytyjski pastor prezbiteriański, misjonarz, badacz kultury i języka Ajnów.
Urodził się w hrabstwie Sussex w Anglii. W 1876 wyjechał do Hongkongu na studia. W 1877 przyjechał do Jokohamy, następnie przeniósł się do Hakodate na Hokkaido. Po raz pierwszy zetknął się z Ajnami w 1878. Przez kilkadziesiąt lat prowadził wśród nich działalność misyjną, poświęcając się także badaniom etnograficznym i językoznawczym.
Przełożył na język ajnoski Psalmy (Jokohama, 1896) i Nowy Testament (wydany także w Jokohamie w 1897), dokonał również przekładu klasycznego protestanckiego modlitewnika, tzw. Modlitewnika powszechnego (1896). Jest również autorem wielu artykułów o tematyce ajnulogicznej, zamieszczanych w czasopismach naukowych i haseł w europejskich i amerykańskich encyklopediach.

## Wybrane publikacje książkowe[4]
- Specimens of Ainu Folklore (pierwsze wydanie 1888)
- An Ainu-English-Japanese Dictionary (pierwsze wyd. 1889, kolejne 1905, 1926, 1938, następnie wznowienia bazujące głównie na wydaniu trzecim)
- The Ainu and Their Folklore (1901)
- Ainu Life and Lore - Echoes of a Departing Race (1927)